# Ellie Parker
Ellie Parker ist eine US-amerikanische Filmkomödie von Scott Coffey aus dem Jahr 2005 mit Naomi Watts in der Titelrolle. Zwei Nebenrollen sind mit den bekannten Hollywoodgrößen Chevy Chase und Keanu Reeves besetzt.

## Handlung
Die australische Schauspielerin Ellie Parker versucht, in Hollywood Karriere zu machen. Sie fährt zu zahlreichen Vorsprechterminen, zieht neue Kleider an, probiert neue Sprachakzente aus und nimmt Schauspielkurse. Sie ist allmählich verzweifelt und beginnt an sich zu zweifeln. Als sie dann noch herausfindet, dass ihr Freund Justin sie betrügt, ist ihr Selbstwertgefühl am Boden. Verärgert eilt sie zum nächsten Casting, lernt aber unterwegs Chris kennen, was sie wieder etwas aufbaut. So zieht sie bei Justin aus und sucht bei ihrer Freundin Sam Unterschlupf. Justin versucht sie zwar zurückzuholen, doch Ellie lässt sich auf nichts ein. Sie will sich schnell wieder neu verlieben und wünscht sich eine Beziehung, bei der sie endlich mal sie selbst sein kann und nicht immer nur so, wie ihr Freund sie haben möchte. Als Schauspielerin muss sie genug so tun, als ob sie jemand anderes wäre und insgeheim hat sie ein wenig Angst irgendwann so zu werden, wie die Person, die sie gerade vorgibt zu sein.
Als Ellie den Glauben an ihre Erfolgsaussichten verliert, versucht ihr Manager nicht, sie zu weiteren Versuchen zu überreden. Seiner Meinung nach mangelt es ihr an Selbstbewusstsein und ihre ewigen Selbstzweifel, mit denen sie selbst die Leute am Set nervt, würde niemand hören wollen. Er gibt ihr ihre Unterlagen zurück und wünscht ihr viel Glück bei allem, wofür sie sich entscheiden sollte.
Als Ellie Chris wieder trifft, will sie eine Beziehung mit ihm eingehen. Nachdem sie Sex miteinander haben gesteht ihr Chris, dass er bisexuell ist und sich eigentlich mehr für Männer interessiert. Wütend wirft sie ihn aus dem Haus, ruft vor lauter Ärger sogar Justin wieder an und meint dann doch wieder zu einem Casting gehen zu wollen.

## Hintergrund
Scott Coffey schrieb, er wollte die „Absurdität des modernen Lebens“ in Los Angeles zeigen. Der Film sei eine „Metapher des modernen amerikanischen Lebens“. Er selbst führte nicht nur Regie, sondern schrieb auch das Drehbuch,  produzierte den Film, stand hinter der Kamera und spielte selbst eine Nebenrolle.
Die Komödie basiert auf einem Kurzfilm von Scott Coffey aus dem Jahr 2001 mit Naomi Watts in der Hauptrolle. Dieser 16-minütige Film wurde im Jahr 2001 auf dem Sundance Film Festival gezeigt und anschließend mit zusätzlichen Szenen ausgebaut.
Der Film wurde im Januar 2005 auf dem Sundance Film Festival und im Juni 2005 auf dem Seattle International Film Festival gezeigt. Seit dem 11. November 2005 wurde er in ausgewählten Kinos der USA vorgeführt. Die Veröffentlichung in Großbritannien erfolgte am 14. Juli 2006, in Japan – am 7. Oktober 2006.

## Kritiken
Melissa Anderson schrieb in der Village Voice vom 8. November 2005, der Film sei eine „plumpe Burleske aus Hollywood“.
Kevin Thomas schrieb in der Los Angeles Times vom 11. November 2005, der Film sei „witzig“. Er zeige eine Geschichte, die „so alt wie Hollywood“ sei, auf eine „erfrischende“ Weise. Der Charakter von Ellie Parker habe eine „sehr intensive“ Persönlichkeit.
Gianni Truzzi schrieb im Seattle Post-Intelligencer vom 11. November 2005, der Film sei „affektioniert“, „wahrheitsgetreu“ und „witzig“. Er zeige, dass Naomi Watts und Scott Coffey ihre Bemühungen an den Anfängen der Karrieren nicht vergessen hätten.
Das Lexikon des internationalen Films meinte: „Tragikomödie in semidokumentarischer Machart, die durch etliche Cameo-Auftritte sowie die Biografie der Hauptdarstellerin Naomi Watts, die selbst durch Beharrlichkeit zu Filmruhm kam, Einblicke in die Mechanismen der Traumfabrik vermittelt. Entwickelt aus einem 16-minütigen Kurzfilmprojekt in vierjähriger Drehzeit.“

## Auszeichnungen
Naomi Watts und Scott Coffey gewannen im Jahr 2005 Preise des Seattle International Film Festivals. Scott Coffey wurde 2005 für den Großen Jurypreis des Sundance Film Festivals nominiert.

## Besetzung und Synchronisation
| Schauspieler    | Rolle                 | Synchronsprecher   |
| --------------- | --------------------- | ------------------ |
| Naomi Watts     | Ellie Parker          | Irina von Bentheim |
| Rebecca Rigg    | Sam                   |                    |
| Scott Coffey    | Chris                 |                    |
| Mark Pellegrino | Justin                | Jan-David Rönfeldt |
| Blair Mastbaum  | Smash Jackson         | Markus Pfeiffer    |
| Chevy Chase     | Dennis Swartzbaum     | Lutz Mackensy      |
| Jennifer Syme   | Casting Chick         |                    |
| Greg Freitas    | Rick Saul             | Wolfgang Wagner    |
| Gaye Pope       | Leslie Towne          |                    |
| Jessica Vogl    | Trixie                | Gundi Eberhard     |
| Kim Fay         | Therapeutin           | Antje von der Ahe  |
| Keanu Reeves    | Musiker bei „Dogstar“ | Benjamin Völz      |